# Принсес-Таун (город)
Принсес-Таун (англ. Princes Town) — город и административный центр одноимённого региона на западе острова Тринидад в Тринидаде и Тобаго.

## История
Современное название получил в 1880 году после посещения внуками королевы Виктории — принцами Альбертом и Георгом. Каждый из принцев посадил о дереву табебуйя на территории англиканской церкви.
В 2003 году в городе было прекращено производство сахара — важный источник рабочих мест.

## Население
По данным на 9 января 2011 года в городе проживало 9233 человека: мужчин — 4548, женщин — 4685.
На 15 мая 2000 года население составляло 7062 человека.